# Gregorio Adón
Gregorio Jesús Adón Encarnación (nacido el 12 de abril de 1991) es un jugador de baloncesto dominicano que actualmente pertenece al Club Polideportivo La Roda de la Liga LEB Plata. Con 2,02 metros de estatura, juega en la posición de alero.

## Trayectoria
El dominicano llegó a las filas del Peixe siendo júnior y fue ahí, en las categorías inferiores, donde se proclamó campeón gallego y llegó a jugar dos campeonatos de España.
Con el conjunto gallego ha defendido los colores del equipo marinense en Autonómica, Primera Nacional, EBA, LEB Plata, hasta llegar a jugar LEB Oro con el Club Baloncesto Peixefresco Marín.
Adón posee más de 10 años de experiencia en ligas FEB, en las que defendería los colores del CB Peixefresco de Marín (Pontevedra) desde 2009 hasta 2017 con el que consiguió el ascenso a LEB Oro, y del CB Quintanar en EBA, en 2017-2018. Tras una campaña en La Roda (2018-2019), con promedios de 15,6 puntos, 5,7 rebotes y 19,4 de valoración.
La temporada 2019-20 defendió los colores del Círculo Gijón Baloncesto y Conocimiento de LEB Plata, con unos promedios de 14,5 puntos, 4,8 rebotes y 14,8 de valoración.
En agosto de 2020, el alero dominicano ficha por el Club Polideportivo La Roda, club al que regresa un año después..